# Есхакзай Раміна Абдуллівна
Раміна Абдуллівна Есхакзай (нар. 1 березня 1992, Київ, Україна) — українська фото- і телемодель, відеоблогерка, журналістка афганського походження. Авторка і ведуча YouTube-каналу «RAMINA». Фіналістка популярного телешоу «Холостяк» (5-й сезон, українська версія).

## Біографія
Народилася 1 березня 1992 року в Києві в сім'ї підприємців Абдулли Есхакзай та Оксани Василівни Есхакзай.
По батьківській лінії має афганське коріння, по материнській — українське. Раміна має молодшу сестру Діану.
Після закінчення школи вступила відразу до двох ВНЗ. Вибрала Інститут журналістики Київського національного університету імені Тараса Шевченка, який закінчила за спеціальністю «реклама та піар». Проходила практику на радіо.
Паралельно із навчанням працювала моделлю. Знімалася в кліпах таких музичних гуртів і артистів, як «Антитіла», Віталій Козловський тощо.
На початку 2016 року на зйомках кліпу «Відпускаю на» між Раміною та співаком Віталієм Козловським почалися стосунки, що тривали півтора року.
Брала участь у популярних ТБ-шоу «Холостяк» (СТБ), «Від селянки до панянки» (ТЕТ), «Богиня шопінгу» (ТЕТ), «Караоке на Майдані» (Інтер).
Після 2014 року переїхала до Москви, де прожила чотири роки: зокрема, навчалася на акторських курсах Костянтина Райкіна та працювала в медіа. За словами Есхакзай, вона тоді думала залишитися в РФ, оскільки вірила в цю країну та мала певні успіхи на російському медіаринку.
Входить до Спілки журналістів України[джерело?].
У 2019 році Раміна Есхакзай зняла авторський документальний фільм «Чорнобиль».
На початку 2021 року разом із Ксенією Собчак і Юрієм Дудем номінована на звання «Інтервю'ер року 2020» в церемонії 3-ої Російської премії в галузі вебіндустрії.

## «Ходят слухи»
У травні 2018 року Раміна Есхакзай продала автомобіль і вклала гроші в розвиток свого авторського YouTube-каналу «Ходят слухи». За 4 роки канал набрав понад 1 млн підписників.
У березні 2023 року заявила про закриття / перейменування каналу на "RAMINA".

## Особисте життя
Під час навчання в інституті зустрічалася із сином популярного українського шоумена Дмитра Коляденка Пилипом.
Була заручена з українським співаком Віталієм Козловським, але під час планування весілля розірвала заручини.
Була у стосунках з адвокатом Євгеном Проніним.